# Trutz von Trotha
Trutz von Trotha-Witzenmann (* 16. September 1946 in Dieburg; † 18. Mai 2013 in Freiburg im Breisgau) war ein deutscher Soziologe und Professor für Soziologie der Universität Siegen.

## Leben
Seine Schulzeit verbrachte der Adoptivsohn des Unternehmenserben Walter Witzenmann (1908–2004) und der Theaterschauspielerin Ruth Wolber (1909–2012) im nordbadischen Pforzheim. Er studierte Soziologie, Politikwissenschaft und Neuere Geschichte in Freiburg im Breisgau. Im Jahr 1972 erfolgte an der Albert-Ludwigs-Universität Freiburg die Promotion bei Heinrich Popitz und 1980, ebenfalls an der Universität Freiburg, die Habilitation. Von 1973 bis 1974 ging er als Postdoktorand des Deutschen Akademischen Austauschdienstes (DAAD) an das Department of Sociology der University of California, San Diego und nach Pullman, Washington State an das Social Research Center der Washington State University unter seinem damaligen Direktor, dem Soziologen und Kriminologen James F. Short Jr. Von 1977 bis 1979 war Trutz von Trotha Habilitationsstipendiat der Deutschen Forschungsgemeinschaft (DFG). 1979 engagierte ihn der Kriminalsoziologe Fritz Sack als wissenschaftlicher Mitarbeiter für den Fachbereich Rechtswissenschaften der Universität Hannover. In den Jahren 1981 bis 1987 übernahm Trutz von Trotha an diesem Fachbereich eine Professur für die Soziologie abweichenden Verhaltens und der sozialen Kontrolle. Von 1985 bis 1989 war er Heisenberg-Stipendiat der DFG. Als Inhaber eines Lehrstuhls für Soziologie lehrte von Trotha von 1989 bis zu seinem Ruhestand im Jahre 2009 an der Universität Siegen. 1994 war er als Gastprofessor am Laboratoire d'anthropologie juridique de Paris (LAJP) der Sorbonne und gleichzeitig Gastwissenschaftler der Fondation Maison des Sciences de l’Homme (fmsh) im Maison Suger, Paris.
Die Deutsche Gesellschaft für Soziologie vergibt seit 2014 den von Claudia und Trutz von Trotha gestifteten Thomas A. Herz-Preis für Qualitative Sozialforschung.

## Arbeitsgebiete
Die Hauptarbeitsgebiete von Trutz von Trotha waren Politische Soziologie und Ethnologie, Soziologie der Gewalt und des Krieges, Kolonialgeschichte, Rechtsethnologie und -soziologie, Kriminalsoziologie sowie Soziologie und Sozialgeschichte der Familie und Jugend. In seiner wissenschaftlichen Arbeit verfolgt Trutz von Trotha die enge Verbindung von Soziologie, Ethnologie und Geschichtswissenschaft. Auch nach seiner Pensionierung war Trutz von Trotha in der Forschung tätig und beschäftigt sich mit Fragen der Soziologie des Krieges und der Entstehung neuer Formen politischer Macht und Herrschaft vor allem im subsaharischen Afrika. Insgesamt hat Trutz von Trotha sechs Monographien veröffentlicht, acht Werke herausgegeben und über einhundert Aufsätze publiziert. Zusammen mit Étienne Le Roy (LAJP, Sorbonne) gründete er im Jahr 1988 die «Rencontres franco-allemandes des anthropologues du Droit (RFAAD)», einen interdisziplinären Arbeitskreis deutscher und französischer Rechtsanthropologen, der 15 Jahre lang internationale Tagungen organisiert und die Zusammenarbeit zwischen europäischen Rechtsethnologen gefördert hat. Im Jahr 1993 war Trutz von Trotha im Auftrag des Auswärtigen Amtes Wahlbeobachter für die Präsidentschaftswahlen in Togo. Im Rahmen der Selbstverwaltung der Wissenschaft war er seit den 1990er Jahren als Gutachter für in- und ausländische wissenschaftliche Stiftungen und Forschungsorganisationen, vor allem für die DFG, tätig. Außerdem war er Mitglied des Vorstands der Sektion «Politische Soziologie» der Deutschen Gesellschaft für Soziologie und von 2002 bis 2007 ihr Vorsitzender.
Seit 1998 als Mitglied, seit 2001 als Vorsitzender des Aufsichtsrats und Mitglied des Geschäftsführungsbeirates der Witzenmann Gruppe Pforzheim war Trutz von Trotha auch in einem Unternehmen der metallverarbeitenden Industrie Baden-Württembergs tätig.

## Bücher
Monographie
- 2002 Ordnungsformen der Gewalt. Reflexionen über die Grenzen von Recht und Staat an einem einsamen Ort in Papua-Neuguinea , Siegener Beiträge zur Soziologie, Bd. 3. Köln: Rüdiger Köppe; 448 S. + Abb.; Koautor: Peter Hanser; ISBN 3-89645-330-0
- 1994 Koloniale Herrschaft. Zur soziologischen Theorie der Staatsentstehung am Beispiel des „Schutzgebietes Togo“. Tübingen: J.C.B. Mohr; ISBN 3-16-146201-7
- 1986 Distanz und Nähe. Über Politik, Recht und Gesellschaft zwischen Selbsthilfe und Gewaltmonopol. Tübingen: J.C.B. Mohr; ISBN 3-16-645135-8
- 1983 Strafvollzug und Rückfälligkeit. Eine Studie zur soziologischen Theorie und Empirie des Rückfalls von Strafgefangenen, Beiträge zur Strafvollzugswissenschaft, Bd. 25, hrsg. v. Heinz Müller-Dietz. Heidelberg: Müller Juristischer Verlag; ISBN 3-8114-0883-6
- 1982 Recht und Kriminalität. Auf der Suche nach Bausteinen für eine rechtssoziologische Theorie des abweichenden Verhaltens und der sozialen Kontrolle. Tübingen: J.C.B. Mohr; ISBN 3-16-544595-8
- 1974 Jugendliche Bandendelinquenz. Über Vergesellschaftungsbedingungen von Jugendlichen in den Elendsvierteln der Großstädte, Soziologische Gegenwartsfragen Nr. 39, hrsg. v. H. Baier, L. Neundorfer, L. Rosenmayr, H. Schelsky. Stuttgart: Ferdinand Enke; ISBN 3-432-02042-2

Herausgeberschaft
- 2012 (Hg. zusammen mit Dierk Spreen) Krieg und Zivilgesellschaft. Berlin: Duncker & Humblot (Soziologische Schriften, Bd. 84); 440 S.; ISBN 978-3-428-13206-5 (print), ISBN 978-3-428-53206-3 (E-Book)
- 2011 (Hg. zusammen mit Jakob Rösel) On Cruelty. Sur la cruauté. Über Grausamkeit. Köln: Rüdiger Köppe; 585 S.; ISBN 978-3-89645-731-8
- 2005 (Hg. zusammen mit Jakob Rösel) The Reorganisation or the End of Constitutional Liberties?. Köln: Rüdiger Köppe; 298 S.; ISBN 3-89645-405-6
- 2004 (Hg. zusammen mit Marie-Claire Foblets) Healing the Wounds. Essays on the Reconstruction of Societies after War, Oñati International Series in Law and Society. Oxford, Portland/Oregon: Hart Publishing; 271 S.; ISBN 1-84113-468-6 / ISBN 1-84113-469-4
- 1999 (Hg. zusammen mit Jakob Rösel) Dezentralisierung, Demokratisierung und die lokale Repräsentation des Staates. Köln: Rüdiger Köppe; 258 S.; ISBN 3-89645-306-8
- 1997 Soziologie der Gewalt, Sonderheft 37/1997 der Kölner Zeitschrift für Soziologie und Sozialpsychologie. Opladen, Wiesbaden: Westdeutscher Verlag; 408 S.; ISBN 3-531-13137-0
- 1996 Politischer Wandel, Gesellschaft und Kriminalitätsdiskurse. Beiträge zur interdisziplinären wissenschaftlichen Kriminologie. Festschrift für Fritz Sack zum 65. Geburtstag. Baden-Baden: Nomos Verlagsgesellschaft; 383 S.; ISBN 3-7890-4163-7
- 1994 (Hg. zusammen mit Wilhelm J.G. Möhlig) Legitimation von Herrschaft und Recht. 3. Kolloquium deutsch-französischer Rechtsanthropologen. Köln: Rüdiger Köppe; 227 S.; ISBN 3-927620-83-1
- 1993 (Hg. zusammen mit Étienne Le Roy) La Violence et l'État. Formes et évolution d'un monopole. Paris: L'Harmattan; 271 S.; ISBN 2-7384-1562-8

- Trutz von Trotha war der Begründer und verantwortliche Herausgeber der Reihe Siegener Beiträge zur Soziologie (Rüdiger Köppe Verlag, Köln 1998 ff.; Mitherausgeber: Rainer Geißler).

Festschrift für Trutz von Trotha
- 2009 Begegnungen und Auseinandersetzungen. Festschrift für Trutz von Trotha, hrsg. v. Katharina Inhetveen, Georg Klute. Köln: Rüdiger Köppe Verlag; 621 S.; ISBN 978-3-89645-190-3

Nachruf
- Fritz Sack: „Nachruf auf Trutz von Trotha (1946-2013)“. In: „Anthropos“, Bd. 109, Nr. 1 (2014), S. 177–189.
- Dierk Spreen: „Zum Tode von Trutz von Trotha“. In: „Ästhetik & Kommunikation“, H. 161 (2013), S. 85–90. (PDF)

## Interview
- »Immer gilt es, der Gewalt eine Form zu geben und vor allem ihrer Herr zu werden«. Der Soziologe Trutz von Trotha über »neue Kriege« und die Chancen des Friedens. In: Kriegsvergessenheit in der Mediengesellschaft, Schwerpunktheft von „Ästhetik & Kommunikation“ 42, Heft 152/153, Frühjahr/Sommer 2011: 51-77, hrsg. v. Dierk Spreen, Andreas Galling-Stiehler. Berlin: Verlag Ästhetik & Kommunikation.